# Барахас
Международный аэропорт Мадрид — Бара́хас имени Адольфо Суареса (исп. Aeropuerto Adolfo Suárez, Madrid-Barajas) (ИАТА: MAD, ИКАО: LEMD) — главный аэропорт столицы Испании Мадрида. С 24 марта 2014 года носит имя Адольфо Суареса, первого премьер-министра демократической Испании. Аэропорт включает в себя четыре терминала (в том числе открытый в 2006 году Терминал 4, один из крупнейших в мире по площади, составляющей 760 тыс. м²). По загруженности в 2008 году аэропорт стал 11-м в мире и четвёртым в Европе (за этот год было осуществлено 469,7 тыс. взлётов и посадок). В 2015 году поток пассажиров составил 46 млн. человек это более 126 тыс. пассажиров в день.
Барахас связывает Иберийский полуостров с остальной Европой, а также служит связующим звеном между Европой и Латинской Америкой.
Барахас — основной аэропорт приписки испанской авиакомпании Iberia, которая обеспечивает ему более чем 60 процентов пассажиропотока.
Аэропорт расположен практически в пределах города, примерно в 14 км к северо-востоку от Мадрида.

## Транспорт
Метро. 8 розовая линия от Nuevos Ministerios, предпоследняя станция Т1,Т2,Т3 терминалы, последняя Т4. Цена проезда 3 евро + 3 евро сбор аэропорта (покупается как отдельный билет в аэропорту либо на любой станции в автомате при выборе специальных тарифов)
Электрички. Линия С1. Основные станции : Príncipe Pío, Méndez Álvaro (автобусный вокзал), Аточа (главный ж/д вокзал), Nuevos Ministerios, Chamartín (второй ж/д вокзал), T4 Barajas. Цена билета 2,55 евро. Интервал движения 30 минут. Время работы с 05:00 до 23:00, время в пути 25 минут от ж/д вокзала Аточа.
Автобус. Экспресс автобус L203 (дневное время) N27 (ночное время) 24 часа. Отличительная черта от других мадридских автобусов — жёлтый цвет. Начальная остановка Аточа (работает только в дневное время с 6 до 23:30), следующие пл. Сибелис (работает круглосуточно) и ул. О´Donell, конечные Т1, Т2, Т3 и Т4. Время в пути 40 минут, в зависимости от трафика. Интервал движения: днём 15 минут, ночью 30 минут. Цена 5 евро.

## Авиакомпании
Некоторые авиакомпании по терминалам.
- Терминал 1: Аэрофлот (время полёта до Москвы(Шереметьево) — 4,5 часа, расстояние 3400 км), Air Europa (международные направления), Aerolíneas Argentinas, Aeroméxico, Easyjet, Ryanair, United Airlines.
- Терминал 2: Air Europa (направления EC), Air France, AirBaltic, Brussels Airlines, KLM Royal Dutch Airlines, Lufthansa, Swiss International Airlines.
- Терминал 3: Закрыт для регистрации. Раньше базировалась авиакомпания Iberia.
- Терминал 4: American Airlines, British Airways, Czech Airlines, Emirates, Iberia, S7 Airlines, Международные авиалинии Украины, Vueling.

## Терминалы
Все терминалы связаны между собой бесплатным автобусом, окрашен в зелёный (салатовый цвет), на световом табло написаны направления: Т1 Т2 Т3 Т4 или наоборот.
Терминал 4 состоит из 2-х зданий — T4 и T4S.
Т4: 2 этаж — регистрация, 2 этаж — внешний досмотр, 1 этаж — посадочные ворота H,J,K, 0 этаж — получение багажа, −2 этаж — подземный поезд, соединяющий Т4 с Т4S. Прилёт, вылет только из стран ЕС.
Т4S построен для международных сообщений. Посадочные ворота на 2 этаже для авиалиний ЕС обозначаются буквой «М». 1 этаж для международных сообщений, посадочные ворота R,S,U, −1 этаж — паспортный контроль, −2 этаж — подземный поезд, соединяющий Т4S c Т4.

## Взлётно-посадочные полосы
Аэропорт Барахас имеет 4 ВПП:
| № полосы | Длина (м) | Покрытие |
| -------- | --------- | -------- |
| 15П/33Л  | 4 220     | асфальт  |
| 15Л/33П  | 3 620     | асфальт  |
| 18Л/36П  | 3 620     | асфальт  |
| 18П/36Л  | 4 470     | асфальт  |

## Происшествия
20 августа 2008 года в аэропорту Мадрид-Барахас на взлёте потерпел катастрофу самолёт McDonnell Douglas MD-80 авиакомпании Spanair, следовавший рейсом JKK 5022 в аэропорт Гран-Канария (Канарские острова). По предварительным данным, при осуществлении второй попытки взлёта у самолёта загорелся двигатель. После этого пилот совершил экстренное торможение, и воздушное судно выкатилось за пределы взлётно-посадочной полосы, после чего загорелось целиком и разломилось на две части. Из 172 человек, находившихся на борту, погибли 154.